# BS12 プロ野球中継
BS12 プロ野球中継（ビーエスじゅうに プロやきゅうちゅうけい）は、日本のBSデジタルテレビ局であるBS12トゥエルビにおいて放送される、プロ野球中継。

## 概要
2007年12月に開局した後発無料BS局のトゥエルビ（TwellV）は、翌2008年シーズンからの千葉ロッテマリーンズの主催ゲームの放映権を獲得。『TwellV プロ野球中継』（トゥエルビ プロやきゅうちゅうけい）のタイトルで放送することになった。開始した2008年からは本拠地球場である千葉マリンスタジアム→QVCマリンフィールド→ZOZOマリンスタジアムのレフトスタンドに本番組の広告が掲示されている。
2010年からは埼玉西武ライオンズ、2011年からは東北楽天ゴールデンイーグルス、2013年からは福岡ソフトバンクホークス、2014年からはオリックス・バファローズ、2020年からは北海道日本ハムファイターズ主催ゲームも放送されるようになり、パ・リーグ6球団全ての主催ゲームを中継できるようになった。
スポーツ新聞ではその日の開催ゲームのチャンネルが案内されているものがあるが、2008年度はTwellVの番組表自体を扱っていない関係で、対象とならないことが多かった。
基本的に球団制作による映像・スコア表示を使用し、テーマソングは球団公式の楽曲をそのまま流す。2010-2012年は、チャンネルロゴ表示の左側に「LIVE」、2017-2018年はウォーターマークにかぶせる形で「BS12 LIVE」とテロップ表示。
2013年より、トゥエルビの新たな略称を冠した『BS12 プロ野球中継』に改称した。
2016年度の副題は『OVER THE TOP!』、2017年度以降の副題は『BS12 LIVE ただ、野球が好きなだけ。』2017年度のCMでは主催試合の放送日にあわせ「ただ、（球団名）が好きなだけ」が用いられるパターンが存在した。
2016年8月4日、QVCマリンフィールドで行われた千葉ロッテマリーンズ対北海道日本ハムファイターズ戦においてビジター向けの実況・解説を副音声で初めて行った（副音声の実況は近藤祐司、解説は岩本勉、ちなみに主音声の実況は山田透、解説は小宮山悟）。副音声によるビジター向けの実況・解説は2019年から全試合に拡大、2022年からはホーム側（主音声）の一部、2023年からホーム・ビジター全てで独自音声に統一して現在に至る。
2022年は、水島新司原作の『ドカベン』が応援キャラクターに就任した。
パ・リーグ6球団全ての主催試合の中から中継されるようになった一方、キー局系列のBS局が権利を獲得することが多いパ・リーグ球団主催の対読売ジャイアンツ戦と、パ・リーグと異なり、球団と資本・友好関係の強い地上波テレビ局が独占もしくは優先することが多いセ・リーグ主催試合を中継したことは2024年度まで一度もなかった。
2025年8月19日（火曜日）には、横浜DeNAベイスターズ対広島東洋カープ戦で初めてセ・リーグの試合を放送した（CS放送はTBSチャンネル2が、地上波はテレビ神奈川とテレビ新広島が放送）。

## 放送時間
| 時間帯                            | 放送時間               | 中継の延長    |
| --------------------------------- | ---------------------- | ------------- |
| ナイトゲーム                      |                        |               |
| 17:59 - 21:00（17時45分試合開始） | 最大21:55まで          |               |
| 17:59 - 21:00（18時試合開始）     | 最大21:55まで          |               |
| 18:10 - 21:00（18時15分試合開始） | 最大21:55まで          |               |
| 18:29 - 21:00（18時30分試合開始） | 最大21:55まで          |               |
| 薄暮ゲーム                        | 16:59 - 20:00          | 最大21:00まで |
| デーゲーム                        | 試合開始時刻 - 3時間後 | 最大4時間後   |

### 備考
2013年より、当初の放送時間が3時間となり、試合状況に応じて最大約4時間まで延長する方式を取っている。ただし、トゥエルビが独自制作する番組を放送する日など、一部日程については延長がない。2012年までは終了時刻自体が4時間に設定されていた。
雨天中止の場合は、通常番組を放送。また、試合終了時に放送時間が延長される場合や試合中に雨天でノーゲームなどが生じた場合は、次の番組開始まで番宣や紀行番組などでで穴埋めを行う（2015年以降）。番宣中は次回のプロ野球中継の内容が下に表示される。特に2016年までトゥエルビが製作協力に携わっていたロッテ主催試合は試合終了時と次の番組の間に余裕がある場合、中継終了後にマリーンズの公式楽曲とダイジェストを流して終了する体制をとっていた。
OPバンクでは提供クレジットに続いて対戦カードと球場名がクレジットされ、球団制作映像の飛び乗りで左下に当日の実況と解説者並びにリポーターが表示される。試合の途中で中継終了時刻となり飛び降りる場合、制作協力に技術面担当会社が、制作著作に主催球団名が左下にクレジットされる。
2021年度では、新型コロナウイルス感染症の影響により、一部試合が17時45分に開始となる場合があり、その際のOPバンクは静止画で対戦カードと当日の主音声・副音声の実況と解説者、当日のスターティングメンバーの順で表示した後に飛び乗りとなり、数分間は主音声を含めビジター側の実況音声となる。放送開始時に試合が開始される場合は、OPバンクは昨年度までとは変わらない。シーズン終盤では西武球団主催の一部試合については19:00より飛び乗りとなる場合がある。
2022年6月14日19:00よりロッテの佐々木朗希が同年4月10日にZOZOマリンスタジアムで行われたロッテ対オリックスで完全試合を達成したことを受けて『BS12プロ野球中継特別編～佐々木朗希投手 完全試合 ノーカット放送～』を谷繁元信と斉藤和巳の解説で放送した。この試合は、CS放送の日テレNEWS24のみ中継し当局を含むBS局はもちろん地上波でも中継していなかった。同局のプロ野球中継はこれまで試合の生中継のみで特定の試合を録画中継やダイジェストで放送したことはこれまでなかった。

### 中継試合数
2011年度はロッテ主催試合40試合、西武主催試合5試合、楽天主催試合4試合、合計49試合を放送。なお、前年より減ったロッテ主催の20試合はBS11の『断然 パ・リーグ主義!!』にて中継。
2012年度はロッテ主催試合40試合、西武主催試合5試合、楽天主催試合15試合、合計60試合の放送。
2013年度はロッテ・西武・楽天・ソフトバンク主催試合、計65試合を放送。
2014年度はロッテ主催試合37試合・西武主催試合5試合・楽天主催試合15試合・オリックス主催試合5試合を放送。
2015年度はロッテ主催試合37試合・西武主催試合5試合・楽天主催試合15試合・オリックス主催試合6試合を放送。
2016年度から2019年度についてはロッテ・西武・楽天・オリックス・ソフトバンク（2018年度から）主催試合約60試合前後を放送した。
2020年度は新型コロナウイルス感染拡大防止のため開幕が遅れたがロッテ主催試合17試合・西武主催試合7試合・楽天主催試合10試合・オリックス主催試合7試合・ソフトバンク主催試合1試合・日本ハム主催試合2試合を放送。
2021年度はロッテ主催試合24試合・西武主催試合8試合・楽天主催試合14試合・オリックス主催試合8試合・ソフトバンク主催試合2試合・日本ハム主催試合2試合を放送。
2022年度はロッテ主催試合25試合・西武主催試合8試合・楽天主催試合15試合・オリックス主催試合8試合・ソフトバンク主催試合2試合・日本ハム主催試合2試合を放送。
2023年度はロッテ主催試合23試合・西武主催試合10試合・楽天主催試合15試合・オリックス主催試合2試合・ソフトバンク主催試合2試合・日本ハム主催試合2試合を放送。
2024年度はロッテ主催試合23試合・西武主催試合10試合・楽天主催試合12試合・オリックス主催試合3試合・ソフトバンク主催試合2試合・日本ハム主催試合2試合を放送。

## 実況音声について
2015年シーズンまでは映像・音声ともに球団制作に準じていたが、2016年シーズンより、一部対戦カードにおいて副音声によるビジター側の独自応援実況が開始された。こちらはビジター側の球団制作中継を担当する解説者とアナウンサーの出演が多いが、時折解説者に代わってビジターチームのファンの著名人がゲスト出演することがある。2019年シーズンからは、全日程を通じて副音声を自社制作で中継することになった。主音声による自社制作は2021年9月7日に中継された西武対ソフトバンク戦が初で（主音声の実況は上野智広、解説は星野智樹、副音声の実況は田中大貴、ゲストは河野万里奈）、2022年シーズンからはオリックス、西武、楽天の主催全試合において主音声・副音声とも独自実況音声に統一し、先述のとおり2023年シーズンは全球団でホーム・ビジターとも独自実況音声に統一して現在に至る。なお、この番組では実況放送を応援放送と呼んでいる。

## 中継対象試合
一部対戦カードはNHK BS1の『NHKプロ野球』、BS朝日の『スーパーベースボール』、BS-TBSの『S☆1 BASEBALL』、BS日テレの『DRAMATIC BASEBALL』、BSフジの『BSフジLIVE プロ野球（西暦）』、BSテレ東の『ALWAYS Baseball』、BSよしもとの『よしもとBASEBALL LIVE』（実況のみ独自制作）、BS松竹東急の『BS松竹東急ナイター』（2022年は実況も含めて球団制作。2023年は実況とスコア表示を独自制作）、BSJapanextの『つながるスポーツライブ！プロ野球』（実況のみ独自制作）（以上2022年現在の番組名で記述）においても中継されるが、この場合はトゥエルビでは原則として中継しない。ただし、シーズン終盤についてはまれにNHK BS1やBS民放との並列が行われた例があり、2021年9月7日の西武対ソフトバンク戦で『ALWAYS Baseball』（BSテレ東、西武主催ながらTVQ九州放送制作）との並列放送が行われた際、本番組（西武球団制作）は19:00から放送していた。

### ロッテ戦
中継映像は2012年までの『J SPORTS STADIUM』、2013-2014年の『BASEBALL CENTER』（FOX SPORTS）、2015-2017年の『侍プロ野球→SAMURAI BASEBALL』（TBSニュースバード）、2018年以降の『Fun!BASEBALL!!→DRAMATIC BASEBALL』（日テレNEWS24、一部スカチャン、日テレジータス）と同内容。
また、本番組の有無にかかわらず『パ・リーグTV』（2009年度まではYahoo!動画）や『プロ野球24』、『ひかりTV』でも同内容の中継が放送されている。
2010年のみ、「Marines on TwellV」というサブタイトルが付いていた。
J SPORTSが放映権を保持していた時代は、J SPORTSと球団制作版の2系統で別々に制作され、映像は共有するが、前者はJ SPORTSが、後者は球団が主導制作していた。2013年にCSでの放映権が移動したことにより、系統別の制作が解消された。
スコア表示は、2012年までは独自デザイン、2013 - 2014年はFOX SPORTSのフォーマット、2015 -2017年にはTBSテレビのフォーマットをアレンジしたものだった。CSでの放送権が日テレNEWS24に移動した2018年以降はZOZOマリンスタジアムのスコアボードを基にした独自デザインを2021年には2020年から日テレNEWS24にて中継されている「DRAMATIC BASEBALL」のフォーマットをもとに、独自にアレンジを加えたものとなっていた。さらに2023年からは独自の簡素なデザインに変更されている。東京ドームで開催の主催試合では、東京ケーブルネットワーク・TCPの汎用スコア表示を使用する。
2023年より主催試合の主音声も自社制作で放送する。

### 西武戦
中継映像は2011年までの『J SPORTS STADIUM』、2015年までの朝日ニュースター→テレ朝チャンネル2の『プロ野球完全中継 全力!ライオンズ』、2016年以降のフジテレビTWO『LIONS BASEBALL L!VE』と同内容。
前記のロッテ戦と同様、2011年まではJ SPORTS向けと球団制作版向けに別々に制作されていた。
先述の通り2022年は、主催試合も主音声は自社制作で放送する。
2010年のみ、「Lions on TwellV」というサブタイトルが付いていた。

### 楽天戦
中継映像は2014年までの日テレプラスの『日テレプラス プロ野球中継 楽天イーグルス HEAT! LIVE』、2015年以降の『J SPORTS STADIUM』と同内容。
先述の通り2022年は、主催試合は主音声も自社制作で放送する。
スコア表示は、2015年以降のJ SPORTSなどに準拠したものではなく、当球団が独自制作したものが用いられ、2016年からは球団制作中継では唯一配球チャートも使用していた。

### ソフトバンク戦
中継映像は2013年の『BASEBALL CENTER』、2018・2019年のFOX SPORTSの『HAWKS BASEBALL PARK』、2020年のスポーツライブ+での中継と同内容。
2018年度シーズンより本格的に中継を開始。2013年シーズンの中継では当初予定にはなく、シーズン中に追加で組み込まれた。

### オリックス戦
中継映像は2014年までのFOX SPORTSの『BASEBALL CENTER』、2015年以降の『J SPORTS STADIUM』と同内容。
J SPORTSに放送権が移動した2015年以降は、かつてのロッテ戦や西武戦同様、J SPORTSと球団制作版で別体制となっている。2017年度シーズンの放送ではトゥエルビと同時中継の日に限り、J SPORTSでは主音声で独自の実況を、副音声で球団制作版の実況を放送していた。
先述の通り2022年は、主催試合も主音声は自社制作で放送する。

### 日本ハム戦
中継映像は2020年以降の『GAORAプロ野球中継』と同内容。年度により放送の有無がある。
当初から地方開催分を中心に組まれており、7月4日の対ソフトバンク戦（沖縄セルラースタジアム那覇）、7月18日の対西武戦（東京ドーム）の地方開催分を予定していたが、新型コロナウイルス感染拡大による開幕延期と日程変更により、いずれもホームの札幌ドームで10月8日に対楽天戦、10月13日に対西武戦に変更して放送した。
2021年は6月26日に静岡県草薙総合運動場硬式野球場の対ロッテ戦、7月3日に沖縄セルラースタジアムでの対ソフトバンク戦といずれも地方開催分を放送、8月24日にはホームの札幌ドームで対ロッテ戦を放送した。
2022年は2試合中継。
2023年は主音声実況も本番組での独自制作を行い、GAORAから退いた近藤祐司が実況を務めている。

### DeNA戦
中継映像はTBSテレビ・TBSスパークル・TBSアクトの制作による球団配給映像（『S☆1 BASEBALL』と同一）を使用し、実況を独自制作。パ・リーグ各球団の中継と異なり、スコアテロップは独自のデザインに差し替えている。
2025年8月19日の対広島戦を、本番組では初のセ・リーグ公式戦として中継。

## 出演者
自社で映像制作を行っていないため、球団制作の中継に出演する人物を起用している。2023年からは実況・解説者の出演（主音声・副音声）がすべて番組独自となっている。

### 現在の出演者

#### ロッテ戦担当
解説者
- 初芝清（チバテレ兼任）
- 立川隆史（チバテレ兼任）
- 有藤通世
- 清水直行
- 薮田安彦（チバテレ・ニッポン放送および文化放送のJRN向け裏送り兼任）
- 里崎智也（チバテレ・ニッポン放送兼任）
- 小林宏之
- 渡辺俊介
- 西村徳文
- G.G.佐藤
- 鳥谷敬（BS12独自制作分に出演。キー局系BS放送・在阪放送局各局・NHK大阪放送局などにも出演）
- 大嶺祐太（2023年 - ）

実況
- 清水久嗣（ニッポン放送アナウンサー）
- 吉田伸男（元フジテレビ）
- 田中大貴（元フジテレビ）
- 近藤祐司（2023年～）[36]

リポーター（ヒーローインタビューも担当）
- 北川義隆
- 木下貴道
- 深澤慶
- 南隼人
- 上野智広

#### 西武戦担当
解説者
- 星野智樹
- 松沼博久（文化放送兼任）
- 橋本武広
- 平尾博嗣
- 石井丈裕
- 岡村隆則
- 鈴木健
- 辻発彦（文化放送スペシャル解説兼任）
- 橋本武広

実況・リポーター
- 石原敬士（元：テレビ新広島アナウンサー）
- 熊谷龍一
- 加藤暁
- 菅野詩朗
- 谷口広明
- 鈴木光裕（元：文化放送アナウンサー）
- 友松純
- 深澤慶
- 近藤祐司（2023年からBS12独自制作分に出演）[36]

#### 日本ハム戦担当
解説者
- 岩本勉
- 建山義紀
- 森本稀哲
- 黒羽根利規（BS12独自制作分に出演）
- 田中幸雄
- 秋吉亮

実況
- 近藤祐司（2023年からはBS12独自制作分に出演）
- 吉田智大
- 松原稜典（2024年 - ）

#### 楽天戦担当
解説者
- 高橋雅裕（東北放送・BS-TBS・TBSチャンネル解説者兼）
- 山村宏樹（東北放送・ミヤギテレビ・東日本放送解説者兼）
- 川崎憲次郎
- 野口寿浩
- 井上純
- 中島俊哉
- 有銘兼久
- 岩﨑達郎
- 聖澤諒（TBC東北放送・KHB東日本放送 解説者兼）
- 磯部公一

実況
- 鈴木光裕
- 中田浩光
- 熊谷龍一
- 上野智広

リポーター
- 河内一朗

#### オリックス戦担当
解説者
- 中沢伸二
- 山沖之彦
- 山崎慎太郎
- 弓岡敬二郎（2022年は四国アイランドリーグ・愛媛マンダリンパイレーツ監督兼）
- 野田浩司
- 塩崎真
- 星野伸之
- 磯部公一（豪雨による交通機関の乱れの影響で、2023年8月16日の対ソフトバンク戦に星野伸之の代役で出演）

実況
- 大前一樹
- 濱野圭司
- 上野晃
- 田中大貴
- 近藤祐司（豪雨による交通機関の乱れの影響で、2023年8月16日の対ソフトバンク戦に田中大貴の代役で出演）

リポーター
- 竹村美緒
- 羽村亜美

#### ソフトバンク戦担当
解説者
実況

#### DeNA戦担当
解説者
- 大和

実況
- 槇嶋範彦（主音声）
- 寺島啓太（ビジター応援副音声）

### 過去の出演者

#### 過去の解説者
ロッテ戦
- 垣内哲也
- 福澤洋一
- 藤城和明
- 市川和正
- 平井光親
- 堀幸一
- 醍醐猛夫
- 小宮山悟

西武戦
- 大石友好
- 伊原春樹
- 金森栄治
- 片平晋作

楽天戦
- 大塚光二
- 草野大輔
- 西崎幸広
- 鉄平

ソフトバンク戦
- 若菜嘉晴
- 柴原洋
- 若田部健一

オリックス戦
- 北川博敏
- 加藤秀司
- 村上隆行

### ビジター応援実況副音声（2025年までの出演者、著名人を含む）
- 五十嵐亮太（ソフトバンク）
- 池田親興（ソフトバンク）
- 上杉あずさ（ソフトバンク、タレント・スポーツライター）
- 内田真礼（ソフトバンク、声優・歌手）
- 内田侑希（ソフトバンク、気象キャスター）
- うみひな（鷹観音海・有鷹ひな）（ソフトバンク、球団公認VTuber）
- 岡島秀樹（ソフトバンク）
- 川﨑宗則（ソフトバンク）
- 攝津正（ソフトバンク）
- カンニング竹山（竹山隆範）（ソフトバンク、お笑いタレント）
- 森脇浩司（ソフトバンク）
- 松中信彦（ソフトバンク）
- 城所龍磨（ソフトバンク）
- 西岡剛（ロッテOBながらソフトバンク側の副音声に出演）
- 間寛平（ソフトバンク、お笑いタレント)
- 秋吉亮（日本ハム）
- 今成亮太（日本ハム・阪神）
- 大島雅斗（日本ハム、お笑いタレント 元日本ハム監督・大島康徳の長男）
- 田中幸雄（日本ハム）
- 高橋美佳子（日本ハム、声優・歌手）
- とにかく明るい安村（日本ハム、お笑いタレント）
- 西崎幸広（日本ハム）
- 野々村芳和（日本ハム、北海道コンサドーレ札幌社長）
- 蛍原徹（日本ハム、お笑いタレント）
- 牧野真莉愛（日本ハム、歌手・タレント〈モーニング娘。〉）
- 河野万里奈（日本ハム・ロッテ・ソフトバンク、歌手）
- 有澤樟太郎（オリックス、俳優）
- 大島公一（オリックス）
- 岡村茉奈（オリックス、歌手・タレント〈元ラストアイドル〉）
- 岡田圭右（オリックス、タレント・漫才師〈ますだおかだ〉）
- 坂口智隆（オリックス）
- 藤井康雄（オリックス）
- 星野伸之（オリックス）
- 内竜也（ロッテ）
- 鳥谷敬（ロッテ）
- スージー鈴木（ロッテ、音楽評論家）
- 成瀬善久（ロッテ）
- 新川優愛（西武、女優・モデル）
- 鈴木健（西武）
- 惣田紗莉渚（西武、歌手・タレント〈元SKE48〉）
- 髙木大成（西武、同球団職員）
- 辻発彦（西武・中日および球団を問わない特別企画）
- 橋上秀樹（西武）
- 星野智樹（西武）
- 礒部公一（楽天）
- 黒羽麻璃央（楽天、俳優）
- 淡輪ゆき（楽天、タレント・フリーアナウンサー 浅村栄斗夫人）
- 山寺宏一（楽天、声優・タレント）
- 長谷部康平（楽天）
- 枡田慎太郎（楽天）
- 安部友裕（広島）
- 今村猛（広島）
- 及川奈央（広島、女優・タレント）
- 尾関高文（広島、お笑い芸人〈THE GEESE〉）
- 川口和久（広島）
- 高橋慶彦（広島）
- 水田わさび（広島、声優）[37]
- 秋山拓巳（阪神）
- 馬野雅行（阪神。実況担当〈元毎日放送アナウンサー〉）
- 掛布雅之（阪神）
- 片岡篤史（阪神）
- 川尻哲郎（阪神）
- 関本賢太郎（阪神）
- 福原忍（阪神）
- 増田英彦（阪神、タレント・漫才師〈ますだおかだ〉）
- 越中詩郎（阪神、プロレスラー）
- ケンドーコバヤシ（阪神、タレント・俳優・編集者）
- 高木豊（DeNA）
- 仁志敏久（DeNA）
- 鈴木みのる（DeNA、プロレスラー）
- 佐伯貴弘（中日・DeNA）
- 英智（中日）
- 藤井淳志（中日）
- 宮下純一（中日、タレント・元競泳選手）
- 吉見一起（中日）
- つぶやきシロー（中日、タレント）
- 上田剛史（ヤクルト）
- 笑福亭べ瓶（ヤクルト、落語家）
- パトリック・ユウ（ヤクルト、スポーツMC・スタジアムDJ）
- 辻ヤスシ（特別企画で父・辻発彦と共演。パチスロライター）

#### 過去の実況
- 岩佐徹（2008年、ロッテ戦を担当）
- 染谷恵二
- 志生野温夫
- 河路直樹（元東海ラジオ放送→RKB毎日放送）
- 滝沢雄一（現・テレビ愛媛アナウンサー）
- 節丸裕一
- 山下剛
- 石黒新平
- 佐藤征一（2013年、ソフトバンク戦を担当）

#### 過去のリポーター
- KOUSAKU
- 島村幸男
- 鈴木千恵
- 海里
- ヨンヘ（2013年、ソフトバンク戦を担当）
- 丹羽真由実
- マイケル・リーヴァス
- 生馬アイザック
- 西村祐美
- 菅野愛郁
- 丸井汐里

## 制作体制

### ロッテ戦
制作著作
- 千葉ロッテマリーンズ

制作協力
- 東京フィルム・メート[38]→フジ・メディア・テクノロジー（赤坂オフィス）

この体制は2006年のGyaOにおける『Boom up! BASEBALL 千葉ロッテマリーンズLIVE』や球団公式の動画ポータルサイト『marines.tv』の1ch『Game Live!』から続いていた。

### 西武戦
制作著作
- 埼玉西武ライオンズ

制作協力
- テレテック

### 楽天戦
制作著作
- 楽天野球団[40]

制作協力
- クロステレビビジョン・株式会社TCP（2015年まで）→ Express・EXPRESS SPORTS（2016年以降）[41]

### ソフトバンク戦
制作著作
- 福岡ソフトバンクホークス

技術・制作協力
- 九州東通

### オリックス戦
制作著作
- オリックス・バファローズ

技術・制作協力
- Express（2021年まで）→ 関西テレビ（カンテレ、フジテレビ系列）・WEST ONE[42]（2022年以降）

### 日本ハム戦
制作著作
- 北海道日本ハムファイターズ・GAORA[43]

制作協力
- オーテック[44]・HTB映像[45]・札幌映像プロダクション[46]＜ホーム・ビジター共通＞
- 琉球放送（TBS系列）・毎日放送（TBS系列）・関西東通＜沖縄県開催時＞

### DeNA戦
制作著作
- 横浜DeNAベイスターズ

### 独自実況音声制作
- BS12トゥエルビ